# Deuxième circonscription du Finistère
La deuxième circonscription du Finistère est l'une des huit circonscriptions législatives françaises que compte le département du Finistère.

## La circonscription de 1958 à 1986

### Description géographique
Dans le découpage électoral de 1958, la deuxième circonscription du Finistère était composée des cantons suivants :
- Canton de Brest-I
- Canton de Brest-II
- Canton de Brest-III.

### Historique des députations
| Législature | Début de mandat | Fin de mandat  | Député              | Parti politique | Observations |
| ----------- | --------------- | -------------- | ------------------- | --------------- | --- |
| Ire         | 9 décembre 1958 | 9 octobre 1962 | Georges Lombard     | CNIP            | Mandat écourté à la suite d'une dissolution parlementaire décidée par Charles de Gaulle. |
| IIe         | 6 décembre 1962 | 2 avril 1967   | Charles Le Goasguen | UNR             | |
| IIIe        | 3 avril 1967    | 30 mai 1968    | Georges Lombard     | PDM             | Mandat écourté à la suite d'une dissolution parlementaire décidée par Charles de Gaulle. |
| IVe         | 11 juillet 1968 | 1er avril 1973 | Michel de Bennetot  | UDR             | |
| Ve          | 2 avril 1973    | 2 avril 1978   | Michel de Bennetot  | UDR             | |
| VIe         | 3 avril 1978    | 22 mai 1981    | Eugène Bérest       | UDF             | Mandat écourté à la suite d'une dissolution parlementaire décidée par François Mitterrand. |
| VIIe        | 2 juillet 1981  | 1er avril 1986 | Joseph Gourmelon    | PS              | |
| VIIIe       | 2 avril 1986    | 14 mai 1988    | Aucun               | Aucun           | Proportionnelle par département, pas de député par circonscription Proportionnelle par département, pas de député par circonscription. Mandat écourté à la suite d'une dissolution parlementaire décidée par François Mitterrand. |

### Historique des élections

#### Élections de 1958
| Candidat           | Candidat            | Parti          | Premier tour | Premier tour | Second tour | Second tour |  |
| Candidat           | Candidat            | Parti          | Voix         | %            | Voix        | %           |  |
| ------------------ | ------------------- | -------------- | ------------ | ------------ | ----------- | ----------- |  |
|                    | Yves Jaouen         | MRP            | 12 919       | 21,86        | 15 704      | 26,57       |  |
|                    | Georges Lombard élu | CNIP           | 10 243       | 17,33        | 18 482      | 31,27       |  |
|                    | Robert Gravot       | SFIO           | 8 643        | 14,62        | 18 451      | 31,22       |  |
|                    | Gabriel Paul        | PCF            | 8 287        | 14,02        | Retrait     | Retrait     |  |
|                    | Jean Griffe         | CRR            | 7 692        | 13,01        | 6 461       | 10,93       |  |
|                    | Marie Piriou        | UNR            | 7 291        | 12,33        | Retrait     | Retrait     |  |
|                    | Jean Bizien         | Radsoc         | 2 662        | 4,5          |             |             |  |
|                    | François Creignou   | Modérés        | 1 373        | 2,32         |             |             |  |
|                    |                     |                |              |              |             |             |  |
| Inscrits           | Inscrits            | Inscrits       | 75 663       | 100,00       | 75 663      | 100,00      |  |
| Abstentions        | Abstentions         | Abstentions    | 16 010       | 21,16        | 16 247      | 21,47       |  |
| Votants            | Votants             | Votants        | 59 653       | 78,84        | 59 416      | 78,53       |  |
| Blancs et nuls     | Blancs et nuls      | Blancs et nuls | 543          | 0,91         | 318         | 0,54        |  |
| Exprimés           | Exprimés            | Exprimés       | 59 110       | 99,09        | 59 098      | 99,46       |  |
| Source : Data.gouv |                     |                |              |              |             |             |  |

Le suppléant de Georges Lombard était François Trébaol, vétérinaire, adjoint au maire de Brest.

#### Élections de 1962
| Candidat           | Candidat                | Parti          | Premier tour | Premier tour | Second tour | Second tour |  |
| Candidat           | Candidat                | Parti          | Voix         | %            | Voix        | %           |  |
| ------------------ | ----------------------- | -------------- | ------------ | ------------ | ----------- | ----------- |  |
|                    | Charles Le Goasguen élu | UNR-UDT        | 20 509       | 39,09        | 27 195      | 46,9        |  |
|                    | Georges Lombard sortant | CNIP           | 11 618       | 22,14        | 20 624      | 35,57       |  |
|                    | Gabriel Paul            | PCF            | 7 520        | 14,33        | 10 162      | 17,53       |  |
|                    | Robert Gravot           | SFIO           | 5 718        | 10,9         | Retrait     | Retrait     |  |
|                    | Ange Habasque           | Modérés        | 2 748        | 5,24         | Retrait     | Retrait     |  |
|                    | Emmanuel Fouyet         | MRP            | 2 594        | 4,94         |             |             |  |
|                    | Paul Trémintin          | PSU            | 1 762        | 3,36         |             |             |  |
|                    |                         |                |              |              |             |             |  |
| Inscrits           | Inscrits                | Inscrits       | 79 889       | 100,00       | 79 889      | 100,00      |  |
| Abstentions        | Abstentions             | Abstentions    | 27 077       | 33,89        | 21 546      | 26,97       |  |
| Votants            | Votants                 | Votants        | 52 812       | 66,11        | 58 343      | 73,03       |  |
| Blancs et nuls     | Blancs et nuls          | Blancs et nuls | 343          | 0,65         | 362         | 0,62        |  |
| Exprimés           | Exprimés                | Exprimés       | 52 469       | 99,35        | 57 981      | 99,38       |  |
| Source : Data.gouv |                         |                |              |              |             |             |  |

Le suppléant de Charles Le Goasguen était Georges Kerbrat, médecin, conseiller général du canton de Brest-2.

#### Élections de 1967
| Candidat           | Candidat            | Parti          | Premier tour | Premier tour | Second tour | Second tour |  |
| Candidat           | Candidat            | Parti          | Voix         | %            | Voix        | %           |  |
| ------------------ | ------------------- | -------------- | ------------ | ------------ | ----------- | ----------- |  |
|                    | Georges Lombard élu | CNIP (PDM)     | 23 283       | 35,12        | 29 693      | 45,01       |  |
|                    | Yves Drogou         | UD-Ve          | 21 797       | 32,88        | 24 227      | 36,72       |  |
|                    | Gabriel Paul        | PCF            | 11 942       | 18,01        | 12 053      | 18,27       |  |
|                    | Maurice Charreteur  | FGDS (SFIO)    | 5 861        | 8,84         |             |             |  |
|                    | Aimé Quellec        | CR             | 2 578        | 3,89         |             |             |  |
|                    | Édouard Leclerc     | Modérés        | 837          | 1,26         |             |             |  |
|                    |                     |                |              |              |             |             |  |
| Inscrits           | Inscrits            | Inscrits       | 85 454       | 100,00       | 85 454      | 100,00      |  |
| Abstentions        | Abstentions         | Abstentions    | 18 709       | 21,89        | 19 134      | 22,39       |  |
| Votants            | Votants             | Votants        | 66 745       | 78,11        | 66 320      | 77,61       |  |
| Blancs et nuls     | Blancs et nuls      | Blancs et nuls | 447          | 0,67         | 347         | 0,52        |  |
| Exprimés           | Exprimés            | Exprimés       | 66 298       | 99,33        | 65 973      | 99,48       |  |
| Source : Data.gouv |                     |                |              |              |             |             |  |

Le suppléant de Georges Lombard était François Trébaol.

#### Élections de 1968
| Candidat           | Candidat                | Parti          | Premier tour | Premier tour | Second tour | Second tour |  |
| Candidat           | Candidat                | Parti          | Voix         | %            | Voix        | %           |  |
| ------------------ | ----------------------- | -------------- | ------------ | ------------ | ----------- | ----------- |  |
|                    | Michel de Bennetot élu  | UDR (URP)      | 24 613       | 37,98        | 27 712      | 43,30       |  |
|                    | Georges Lombard sortant | CNIP (PDM)     | 21 276       | 32,83        | 26 908      | 42,05       |  |
|                    | Louis Le Roux           | PCF            | 9 829        | 15,17        | 9 373       | 14,64       |  |
|                    | Francis Le Blé          | FGDS (SFIO)    | 9 074        | 14,00        | Retrait     | Retrait     |  |
|                    |                         |                |              |              |             |             |  |
| Inscrits           | Inscrits                | Inscrits       | 85 175       | 100,00       | 85 172      | 100,00      |  |
| Abstentions        | Abstentions             | Abstentions    | 20 049       | 23,54        | 20 749      | 24,36       |  |
| Votants            | Votants                 | Votants        | 65 126       | 76,46        | 64 423      | 75,64       |  |
| Blancs et nuls     | Blancs et nuls          | Blancs et nuls | 334          | 0,51         | 430         | 0,67        |  |
| Exprimés           | Exprimés                | Exprimés       | 64 792       | 99,49        | 63 993      | 99,33       |  |
| Source : Data.gouv |                         |                |              |              |             |             |  |

Le suppléant de Michel de Bennetot était Gilbert Goachet.

#### Élections de 1973
| Candidat           | Candidat                         | Parti          | Premier tour | Premier tour | Second tour | Second tour |  |
| Candidat           | Candidat                         | Parti          | Voix         | %            | Voix        | %           |  |
| ------------------ | -------------------------------- | -------------- | ------------ | ------------ | ----------- | ----------- |  |
|                    | Michel de Bennetot sortant réélu | UDR (URP)      | 20 276       | 28,88        | 36 739      | 52,21       |  |
|                    | Francis Le Blé                   | PS (UGSD)      | 13 131       | 18,70        | 33 634      | 47,79       |  |
|                    | Eugène Bérest                    | CD (MR)        | 12 233       | 17,42        | Retrait     | Retrait     |  |
|                    | Louis Le Roux                    | PCF            | 11 299       | 16,09        | Retrait     | Retrait     |  |
|                    | Louis Marc                       | RI             | 5 873        | 8,37         |             |             |  |
|                    | Jean-Pierre Madec                | PSU            | 2 405        | 3,43         |             |             |  |
|                    | Édouard Leclerc                  | FP             | 2 265        | 3,23         |             |             |  |
|                    | René L'Hostis                    | UDB            | 1 769        | 2,52         |             |             |  |
|                    | André Tanguy                     | SAV            | 605          | 0,86         |             |             |  |
|                    | André Fichaut                    | LCR            | 355          | 0,51         |             |             |  |
|                    |                                  |                |              |              |             |             |  |
| Inscrits           | Inscrits                         | Inscrits       | 91 484       | 100,00       | 94 483      | 100,00      |  |
| Abstentions        | Abstentions                      | Abstentions    | 20 556       | 22,47        | 22 600      | 23,92       |  |
| Votants            | Votants                          | Votants        | 70 928       | 77,53        | 71 883      | 76,08       |  |
| Blancs et nuls     | Blancs et nuls                   | Blancs et nuls | 717          | 1,01         | 1 510       | 2,1         |  |
| Exprimés           | Exprimés                         | Exprimés       | 70 211       | 98,99        | 70 373      | 97,9        |  |
| Source : Data.gouv |                                  |                |              |              |             |             |  |

Le suppléant de Michel de Bennetot était J. Le Bail, attaché d'intendance.

#### Élections de 1978
| Candidat                                                | Candidat                   | Parti          | Premier tour | Premier tour | Second tour | Second tour |  |
| Candidat                                                | Candidat                   | Parti          | Voix         | %            | Voix        | %           |  |
| ------------------------------------------------------- | -------------------------- | -------------- | ------------ | ------------ | ----------- | ----------- |  |
|                                                         | Francis Le Blé             | PS             | 25 542       | 29,84        | 43 553      | 49,61       |  |
|                                                         | Eugène Bérest élu          | UDF (PR)       | 21 057       | 24,60        | 44 229      | 50,38       |  |
|                                                         | Michel de Bennetot sortant | RPR            | 19 364       | 22,62        | Retrait     | Retrait     |  |
|                                                         | Louis Le Roux              | PCF            | 11 864       | 13,86        |             |             |  |
|                                                         | Roger Leprohon             | UDB            | 2 186        | 2,55         |             |             |  |
|                                                         | Jean-Pol Kerbaol           | Divers droite  | 1 954        | 2,28         |             |             |  |
|                                                         | Paul Tréguer               | PSU (FAB)      | 1 385        | 1,62         |             |             |  |
|                                                         | Jacques Buisson            | PFN            | 740          | 0,60         |             |             |  |
|                                                         | Dominique Guillard         | LO             | 674          | 0,79         |             |             |  |
|                                                         | André Fichaut              | LCR            | 455          | 0,53         |             |             |  |
|                                                         | Fernand Moysan             | UOPDP          | 191          | 0,22         |             |             |  |
|                                                         | Joseph Le Corre            | Extrême gauche | 178          | 0,21         |             |             |  |
|                                                         |                            |                |              |              |             |             |  |
| Inscrits                                                | Inscrits                   | Inscrits       | 106 324      | 100,00       | 106 324     | 100,00      |  |
| Abstentions                                             | Abstentions                | Abstentions    | 19 871       | 18,69        | 17 650      | 16,6        |  |
| Votants                                                 | Votants                    | Votants        | 86 453       | 81,31        | 88 674      | 83,4        |  |
| Blancs et nuls                                          | Blancs et nuls             | Blancs et nuls | 863          | 1            | 892         | 1,01        |  |
| Exprimés                                                | Exprimés                   | Exprimés       | 85 590       | 99           | 87 782      | 98,99       |  |
| Source : Data.gouv et Sud Ouest du 21 mars 1978, page 6 |                            |                |              |              |             |             |  |

Le suppléant d'Eugène Bérest était Yves Hautin, CDS.

#### Élections de 1981
| Candidat       | Candidat              | Parti          | Premier tour | Premier tour | Second tour | Second tour |  |
| Candidat       | Candidat              | Parti          | Voix         | %            | Voix        | %           |  |
| -------------- | --------------------- | -------------- | ------------ | ------------ | ----------- | ----------- |  |
|                | Eugène Bérest sortant | UDF (PR)       | 32 955       | 44,90        | 34 666      | 45,17       |  |
|                | Joseph Gourmelon élu  | PS             | 30 684       | 41,81        | 42 088      | 54,83       |  |
|                | Albert Hénot          | PCF            | 6 531        | 8,90         |             |             |  |
|                | Jean Daumer           | UDB            | 2 478        | 3,37         |             |             |  |
|                | Jacques Piro          | LO             | 742          | 1,01         |             |             |  |
|                |                       |                |              |              |             |             |  |
| Inscrits       | Inscrits              | Inscrits       | 108 871      | 100,00       | 108 867     | 100,00      |  |
| Abstentions    | Abstentions           | Abstentions    | 34 967       | 32,12        | 31 536      | 28,97       |  |
| Votants        | Votants               | Votants        | 73 904       | 67,88        | 77 331      | 71,03       |  |
| Blancs et nuls | Blancs et nuls        | Blancs et nuls | 514          | 0,7          | 577         | 0,75        |  |
| Exprimés       | Exprimés              | Exprimés       | 73 390       | 99,3         | 76 754      | 99,25       |  |

Le suppléant de Joseph Gourmelon était Daniel Cléac'h, artisan chauffagiste à Brest.

## La circonscription de 1986 à 2010

### Description géographique et démographique
Dans le découpage électoral de la loi n°86-1197 du 24 novembre 1986, la circonscription regroupe les cantons suivants :
- Canton de Brest-Cavale-Blanche-Bohars-Guilers
- Canton de Brest-Centre
- Canton de Brest-Kerichen
- Canton de Brest-L'Hermitage-Gouesnou
- Canton de Brest-Lambézellec
- Canton de Brest-Saint-Marc.

D'après le recensement général de la population en 1999, réalisé par l'Institut national de la statistique et des études économiques (INSEE), la population totale de cette circonscription est estimée à 112 766 habitants,.

### Historique des députations
| Législature | Début de mandat | Fin de mandat  | Député             | Parti politique | Observations                                                                          |
| ----------- | --------------- | -------------- | ------------------ | --------------- | ------------------------------------------------------------------------------------- |
| IXe         | 23 juin 1988    | 1er avril 1993 | Joseph Gourmelon   | PS              |                                                                                       |
| Xe          | 2 avril 1993    | 21 avril 1997  | Bertrand Cousin,   | RPR,            | Mandat écourté à la suite d'une dissolution parlementaire décidée par Jacques Chirac. |
| XIe         | 12 juin 1997    | 18 juin 2002   | Jean-Noël Kerdraon | PS              |                                                                                       |
| XIIe        | 19 juin 2002    | 19 juin 2007   | Patricia Adam,     | PS,             |                                                                                       |
| XIIIe       | 20 juin 2007    | 19 juin 2012   | Patricia Adam      | PS              |                                                                                       |

### Historique des élections

#### Élections de 1988
| Candidat       | Candidat                       | Parti          | Premier tour | Premier tour | Second tour | Second tour |  |
| Candidat       | Candidat                       | Parti          | Voix         | %            | Voix        | %           |  |
| -------------- | ------------------------------ | -------------- | ------------ | ------------ | ----------- | ----------- |  |
|                | Joseph Gourmelon sortant réélu | PS             | 21 280       | 46,91        | 27 058      | 54,67       |  |
|                | Bertrand Cousin                | RPR (URC)      | 15 397       | 33,94        | 22 437      | 45,33       |  |
|                | Jacques Berthelot              | Divers droite  | 3 892        | 8,58         |             |             |  |
|                | Bernard Pacreau                | FN             | 2 632        | 5,8          |             |             |  |
|                | Sylvie Mayer                   | PCF            | 2 167        | 4,78         |             |             |  |
|                |                                |                |              |              |             |             |  |
| Inscrits       | Inscrits                       | Inscrits       | 71 416       | 100,00       | 71 407      | 100,00      |  |
| Abstentions    | Abstentions                    | Abstentions    | 25 548       | 35,77        | 21 285      | 29,81       |  |
| Votants        | Votants                        | Votants        | 45 868       | 64,23        | 50 122      | 70,19       |  |
| Blancs et nuls | Blancs et nuls                 | Blancs et nuls | 500          | 1,09         | 627         | 1,25        |  |
| Exprimés       | Exprimés                       | Exprimés       | 45 368       | 98,91        | 49 495      | 98,75       |  |

Le suppléant de Joseph Gourmelon était Jean-Noël Kerdraon, conseiller régional.

#### Élections de 1993
|                               | Bertrand Cousin élu      | RPR            | 12 987 | 29,07  | 23 807 | 52,98  |  |  |  |  |  |
|                               | Joseph Gourmelon sortant | PS (ADFP)      | 10 674 | 23,89  | 21 130 | 47,02  |  |  |  |  |  |
|                               | Yannick Marzin           | UDF (AD)       | 7 712  | 17,26  |        |        |  |  |  |  |  |
|                               | Daniel Malengreau        | Les Verts (EÉ) | 3 906  | 8,74   |        |        |  |  |  |  |  |
|                               | Bernard Pacreau          | FN             | 3 644  | 8,15   |        |        |  |  |  |  |  |
|                               | Patrick Gardet           | PCF            | 1 500  | 3,35   |        |        |  |  |  |  |  |
|                               | Philippe Labroue         | SÉGA           | 1 480  | 3,31   |        |        |  |  |  |  |  |
|                               | Sergine Grassiot         | LT-LNÉ         | 982    | 2,20   |        |        |  |  |  |  |  |
|                               | André Cherblanc          | LO             | 603    | 1,35   |        |        |  |  |  |  |  |
|                               | Lydie Contignon          | PT             | 564    | 1,26   |        |        |  |  |  |  |  |
|                               | André Francès            | Divers         | 479    | 1,07   |        |        |  |  |  |  |  |
|                               | Emmanuel Le Janne        | PLN            | 143    | 0,32   |        |        |  |  |  |  |  |
|                               |                          |                |        |        |        |        |  |  |  |  |  |
| Inscrits                      | Inscrits                 | Inscrits       | 70 897 | 100,00 | 70 899 | 100,00 |  |  |  |  |  |
| Abstentions                   | Abstentions              | Abstentions    | 24 403 | 34,42  | 23 688 | 33,41  |  |  |  |  |  |
| Votants                       | Votants                  | Votants        | 46 494 | 65,58  | 47 211 | 66,59  |  |  |  |  |  |
| Blancs et nuls                | Blancs et nuls           | Blancs et nuls | 1 820  | 3,91   | 2 274  | 4,82   |  |  |  |  |  |
| Exprimés                      | Exprimés                 | Exprimés       | 44 674 | 96,09  | 44 937 | 95,18  |  |  |  |  |  |
| Source : Data.gouv et CEVIPOF |                          |                |        |        |        |        |  |  |  |  |  |

Le suppléant de Bertrand Cousin était Jean-Yves Le Borgne, professeur agrégé, conseiller général UDF du canton de Brest-L'Hermitage-Gouesnou.

#### Élections de 1997
| Candidat                      | Candidat                   | Parti          | Premier tour | Premier tour | Second tour | Second tour |  |
| Candidat                      | Candidat                   | Parti          | Voix         | %            | Voix        | %           |  |
| ----------------------------- | -------------------------- | -------------- | ------------ | ------------ | ----------- | ----------- |  |
|                               | Jean-Noël Kerdraon élu     | PS             | 13 084       | 29,86        | 25 424      | 54,99       |  |
|                               | Jacques Berthelot          | RPR            | 9 210        | 21,02        | 20 806      | 45,01       |  |
|                               | Yannick Marzin             | UDF (AD)       | 6 160        | 14,06        |             |             |  |
|                               | Olivier Morize             | FN             | 3 689        | 8,42         |             |             |  |
|                               | Joseph Gourmelon           | Divers gauche  | 2 632        | 6,01         |             |             |  |
|                               | Jacqueline Héré            | PCF            | 2 250        | 5,14         |             |             |  |
|                               | Marie Françoise Loussouarn | Les Verts      | 1 862        | 4,25         |             |             |  |
|                               | André Cherblanc            | LO             | 1 143        | 2,61         |             |             |  |
|                               | Louis Aminot               | SÉGA           | 995          | 2,27         |             |             |  |
|                               | Michel Tanguy              | GÉ             | 992          | 2,26         |             |             |  |
|                               | Jean Guegueniat            | Divers         | 827          | 1,89         |             |             |  |
|                               | Jacqueline Rolland         | LDI (MPF)      | 801          | 1,83         |             |             |  |
|                               | Albert Mevellec            | Divers         | 103          | 0,24         |             |             |  |
|                               | Gildas Lejanne             | PLN            | 68           | 0,16         |             |             |  |
|                               |                            |                |              |              |             |             |  |
| Inscrits                      | Inscrits                   | Inscrits       | 68 720       | 100,00       | 68 716      | 100,00      |  |
| Abstentions                   | Abstentions                | Abstentions    | 23 468       | 34,15        | 20 830      | 30,31       |  |
| Votants                       | Votants                    | Votants        | 45 252       | 65,85        | 47 886      | 69,69       |  |
| Blancs et nuls                | Blancs et nuls             | Blancs et nuls | 1 436        | 3,17         | 1 656       | 3,46        |  |
| Exprimés                      | Exprimés                   | Exprimés       | 43 816       | 96,83        | 46 230      | 96,54       |  |
| Source : Data.gouv et CEVIPOF |                            |                |              |              |             |             |  |

Le suppléant de Jean-Noël Kerdraon était Marc Labbey, ingénieur à Brest.

#### Élections de 2002
| Candidat       | Candidat           | Parti                      | Premier tour | Premier tour | Second tour | Second tour |  |
| Candidat       | Candidat           | Parti                      | Voix         | %            | Voix        | %           |  |
| -------------- | ------------------ | -------------------------- | ------------ | ------------ | ----------- | ----------- |  |
|                | Patricia Adam élue | PS                         | 14 895       | 34,5         | 22 085      | 52,71       |  |
|                | Claudine Péron     | UMP                        | 11 437       | 26,49        | 19 816      | 47,29       |  |
|                | Jacques Berthelot  | Divers droite (Maj. prés.) | 6 642        | 15,38        |             |             |  |
|                | Yves Sellier       | FN                         | 2 137        | 4,95         |             |             |  |
|                | Patrick Appéré     | Divers gauche              | 2 098        | 4,86         |             |             |  |
|                | Marif Loussouarn   | Les Verts                  | 2 035        | 4,71         |             |             |  |
|                | Gaëlle Abily       | PCF                        | 985          | 2,28         |             |             |  |
|                | Jean-Pierre Hue    | Pôle républicain           | 645          | 1,49         |             |             |  |
|                | Ronan Divard       | UDB                        | 569          | 1,32         |             |             |  |
|                | Marie-Eve Calvès   | Extrême gauche             | 558          | 1,29         |             |             |  |
|                | André Cherblanc    | LO                         | 384          | 0,89         |             |             |  |
|                | Marie-Aline Maigne | MPF                        | 345          | 0,8          |             |             |  |
|                | Olivier Morize     | MNR                        | 269          | 0,62         |             |             |  |
|                | Joseph Cavarec     | Divers                     | 174          | 0,4          |             |             |  |
|                |                    |                            |              |              |             |             |  |
| Inscrits       | Inscrits           | Inscrits                   | 68 034       | 100,00       | 68 033      | 100,00      |  |
| Abstentions    | Abstentions        | Abstentions                | 24 367       | 35,82        | 25 237      | 37,1        |  |
| Votants        | Votants            | Votants                    | 43 667       | 64,18        | 42 796      | 62,9        |  |
| Blancs et nuls | Blancs et nuls     | Blancs et nuls             | 494          | 1,13         | 895         | 2,09        |  |
| Exprimés       | Exprimés           | Exprimés                   | 43 173       | 98,87        | 41 901      | 97,91       |  |

Le suppléant de Patricia Adam était Alain Masson, dessinateur industriel à l'arsenal, adjoint au maire de Brest.

#### Élections de 2007
| Candidat       | Candidat                      | Parti          | Premier tour | Premier tour | Second tour | Second tour |  |
| Candidat       | Candidat                      | Parti          | Voix         | %            | Voix        | %           |  |
| -------------- | ----------------------------- | -------------- | ------------ | ------------ | ----------- | ----------- |  |
|                | Patricia Adam sortante réélue | PS             | 15 653       | 36,77        | 23 681      | 55,51       |  |
|                | Jean-Yves Le Borgne           | UMP            | 14 710       | 34,56        | 18 980      | 44,49       |  |
|                | Yves Pagès                    | UDF–MoDem      | 4 633        | 10,88        |             |             |  |
|                | Patrick Appéré                | SÉGA           | 1 438        | 3,38         |             |             |  |
|                | Marif Loussouarn              | Les Verts      | 1 324        | 3,11         |             |             |  |
|                | André Garçon                  | LCR            | 1 121        | 2,63         |             |             |  |
|                | Gaëlle Abilly                 | PCF            | 1 060        | 2,49         |             |             |  |
|                | Madeleine Fabre               | FN             | 808          | 1,9          |             |             |  |
|                | Sandrine Bretaud              | MPF            | 573          | 1,35         |             |             |  |
|                | Frédérique Le Nédellec        | UDB            | 531          | 1,25         |             |             |  |
|                | Stéphane Ascoët               | LT-LNÉ         | 408          | 0,96         |             |             |  |
|                | André Cherblanc               | LO             | 178          | 0,42         |             |             |  |
|                | Roger Calvez                  | PT             | 132          | 0,31         |             |             |  |
|                |                               |                |              |              |             |             |  |
| Inscrits       | Inscrits                      | Inscrits       | 71 219       | 100,00       | 71 219      | 100,00      |  |
| Abstentions    | Abstentions                   | Abstentions    | 28 000       | 39,32        | 27 525      | 38,65       |  |
| Votants        | Votants                       | Votants        | 43 219       | 60,68        | 43 694      | 61,35       |  |
| Blancs et nuls | Blancs et nuls                | Blancs et nuls | 650          | 1,5          | 1 033       | 2,36        |  |
| Exprimés       | Exprimés                      | Exprimés       | 42 569       | 98,5         | 42 661      | 97,64       |  |

Le suppléant de Patricia Adam était Michel Billet.

## La circonscription depuis 2010

### Description géographique
À la suite du redécoupage des circonscriptions législatives françaises de 2010, induit par l'ordonnance n° 2009-935 du 29 juillet 2009, ratifiée par le Parlement français le 21 janvier 2010, la deuxième circonscription du Finistère regroupe les divisions administratives suivantes :
- Canton de Brest-Bellevue
- Canton de Brest-Cavale-Blanche-Bohars-Guilers
- Canton de Brest-Centre
- Canton de Brest-Kerichen
- Canton de Brest-L'Hermitage-Gouesnou
- Canton de Brest-Lambézellec
- Canton de Brest-Saint-Marc.

### Historique des députations
| Législature | Début de mandat | Fin de mandat | Député                  | Parti politique | Observations                                                                           |
| ----------- | --------------- | ------------- | ----------------------- | --------------- | -------------------------------------------------------------------------------------- |
| XIVe        | 20 juin 2012    | 20 juin 2017  | Patricia Adam           | PS              |                                                                                        |
| XVe         | 21 juin 2017    | 21 juin 2022  | Jean-Charles Larsonneur | LREM            |                                                                                        |
| XVIe        | 22 juin 2022    | 9 juin 2024   | Jean-Charles Larsonneur | AC              | Mandat écourté à la suite d'une dissolution parlementaire décidée par Emmanuel Macron. |
| XVIIe       | 8 juillet 2024  | En cours      | Pierre-Yves Cadalen     | LFI             |                                                                                        |

### Historique des élections

#### Élections de 2012
| Candidat       | Candidat                      | Parti                       | Premier tour | Premier tour | Second tour | Second tour |  |
| Candidat       | Candidat                      | Parti                       | Voix         | %            | Voix        | %           |  |
| -------------- | ----------------------------- | --------------------------- | ------------ | ------------ | ----------- | ----------- |  |
|                | Patricia Adam sortante réélue | PS                          | 20 655       | 49,36        | 26 134      | 66,84       |  |
|                | Marc Berthelot                | PCD (UMP)                   | 9 416        | 22,50        | 12 963      | 33,16       |  |
|                | Madeleine Fabre               | RBM (FN)                    | 3 595        | 8,59         |             |             |  |
|                | Jacqueline Héré               | FG (PCF) (Divers gauche)    | 2 824        | 6,75         |             |             |  |
|                | Fortuné Pellicano             | CpF (Divers droite) (MoDem) | 2 030        | 4,85         |             |             |  |
|                | Julie Le Goïc                 | EÉLV                        | 1 959        | 4,68         |             |             |  |
|                | Anne-Marie Kervern            | UDB                         | 657          | 1,57         |             |             |  |
|                | Sylvie Gourmelen              | NPA                         | 358          | 0,86         |             |             |  |
|                | Lydie Contignon               | POI                         | 184          | 0,44         |             |             |  |
|                | André Cherblanc               | LO                          | 167          | 0,40         |             |             |  |
|                |                               |                             |              |              |             |             |  |
| Inscrits       | Inscrits                      | Inscrits                    | 78 114       | 100,00       | 78 114      | 100,00      |  |
| Abstentions    | Abstentions                   | Abstentions                 | 35 493       | 45,44        | 37 623      | 48,16       |  |
| Votants        | Votants                       | Votants                     | 42 621       | 54,56        | 40 491      | 51,84       |  |
| Blancs et nuls | Blancs et nuls                | Blancs et nuls              | 776          | 1,82         | 1 394       | 3,44        |  |
| Exprimés       | Exprimés                      | Exprimés                    | 41 845       | 98,18        | 39 097      | 96,56       |  |

Le suppléant de Patricia Adam était Reza Salami, commerçant, conseiller général du canton de Brest-Centre, adjoint au maire de Brest.

#### Élections de 2017
Les élections législatives françaises de 2017 ont eu lieu les dimanches 11 et 18 juin 2017. 
|                                                                           | |                           |                           |                          |                          |
|                                                                           | | Premier tour 11 juin 2017 | Premier tour 11 juin 2017 | Second tour 18 juin 2017 | Second tour 18 juin 2017 |
|                                                                           | |                           |                           |                          |                          |
|                                                                           | | Nombre                    | % des inscrits            | Nombre                   | % des inscrits           |
| Inscrits                                                                  | Inscrits | 77 724                    | 100,00                    | 77 724                   | 100,00                   |
| Abstentions                                                               | Abstentions | 37 455                    | 48,19                     | 43 464                   | 55,92                    |
| Votants                                                                   | Votants | 40 269                    | 51,81                     | 34 260                   | 44,08                    |
|                                                                           | |                           | % des votants             |                          | % des votants            |
| Bulletins blancs                                                          | Bulletins blancs | 827                       | 2,05                      | 2 851                    | 8,32                     |
| Bulletins nuls                                                            | Bulletins nuls | 20                        | 0,05                      | 125                      | 0,36                     |
| Suffrages exprimés                                                        | Suffrages exprimés | 39 422                    | 97,90                     | 31 284                   | 91,31                    |
|                                                                           | |                           |                           |                          |                          |
| Candidat Étiquette politique (partis et alliances)                        | Candidat Étiquette politique (partis et alliances)                                                                                          | Voix                      | % des exprimés            | Voix                     | % des exprimés           |
|                                                                           | |                           |                           |                          |                          |
|                                                                           | Jean-Charles Larsonneur La République en marche !                                                                                           | 15 764                    | 39,99                     | 18 638                   | 59,58                    |
|                                                                           | Pierre-Yves Cadalen La France insoumise | 5 954                     | 15,10                     | 12 646                   | 40,42                    |
|                                                                           | Patricia Adam (députée sortante) Parti socialiste                                                                                           | 5 559                     | 14,10                     |                          |                          |
|                                                                           | Véronique Bourbigot Les Républicains (Union des démocrates et indépendants)                                                                 | 4 612                     | 11,70                     |                          |                          |
|                                                                           | Karine Léal Front national | 2 865                     | 7,27                      |                          |                          |
|                                                                           | Nathalie Chaline Europe Écologie Les Verts (Brest nouvelle citoyenneté)                                                                     | 1 203                     | 3,05                      |                          |                          |
|                                                                           | Éric Guellec Parti communiste français | 624                       | 1,58                      |                          |                          |
|                                                                           | Christophe Monnier Divers droite (Parti chrétien-démocrate)                                                                                 | 596                       | 1,51                      |                          |                          |
|                                                                           | Colette Kerrain Régionaliste (Oui la Bretagne)                                                                                              | 419                       | 1,06                      |                          |                          |
|                                                                           | Jean-François Labiau Divers (Parti animaliste)                                                                                              | 365                       | 0,93                      |                          |                          |
|                                                                           | Patrick Merdy Régionaliste (Mouvement 100 % - Parti breton - Parti fédéraliste européen - En avant Bretagne -Alliance fédéraliste bretonne) | 298                       | 0,76                      |                          |                          |
|                                                                           | Barthélémy Gonella Divers gauche (Nouvelle Donne)                                                                                           | 291                       | 0,74                      |                          |                          |
|                                                                           | Gaëtan Segalen Divers (Union populaire républicaine)                                                                                        | 278                       | 0,71                      |                          |                          |
|                                                                           | André Cherblanc Lutte ouvrière | 264                       | 0,67                      |                          |                          |
|                                                                           | Gilles Le Roux Divers (Parti du vote blanc)                                                                                                 | 175                       | 0,44                      |                          |                          |
|                                                                           | Roger Calvez Extrême gauche (Parti ouvrier indépendant démocratique)                                                                        | 155                       | 0,39                      |                          |                          |
| Source : Ministère de l'Intérieur - Deuxième circonscription du Finistère | |                           |                           |                          |                          |

La suppléante de Jean-Charles Larsonneur était Christel Le Coq, cheffe d'entreprise à Brest.

#### Élections de 2022
| Résultats des élections législatives des 12 et 19 juin 2022 de la 2e circonscription du Finistère |                                                                                        |                           |                           |                          |                          |
|                                                                                                   |                                                                                        | Premier tour 12 juin 2022 | Premier tour 12 juin 2022 | Second tour 19 juin 2022 | Second tour 19 juin 2022 |
|                                                                                                   |                                                                                        |                           |                           |                          |                          |
|                                                                                                   |                                                                                        | Nombre                    | % des inscrits            | Nombre                   | % des inscrits           |
| Inscrits                                                                                          | Inscrits                                                                               | 79 064                    | 100                       | 79 085                   | 100                      |
| Abstentions                                                                                       | Abstentions                                                                            | 40 061                    | 50,67                     | 40 854                   | 51,66                    |
| Votants                                                                                           | Votants                                                                                | 39 003                    | 49,33                     | 38 231                   | 48,34                    |
|                                                                                                   |                                                                                        |                           | % des votants             |                          | % des votants            |
| Bulletins blancs                                                                                  | Bulletins blancs                                                                       | 935                       | 2,40                      | 2 034                    | 5,32                     |
| Bulletins nuls                                                                                    | Bulletins nuls                                                                         | 38                        | 0,10                      | 61                       | 0,16                     |
| Suffrages exprimés                                                                                | Suffrages exprimés                                                                     | 38 030                    | 97,51                     | 36 136                   | 94,52                    |
|                                                                                                   |                                                                                        |                           |                           |                          |                          |
| Candidat Étiquette politique (partis et alliances)                                                | Candidat Étiquette politique (partis et alliances)                                     | Voix                      | % des exprimés            | Voix                     | % des exprimés           |
|                                                                                                   |                                                                                        |                           |                           |                          |                          |
|                                                                                                   | Pierre-Yves Cadalen Nouvelle Union populaire écologique et sociale La France insoumise | 12 135                    | 31,91                     | 18 009                   | 49,84                    |
|                                                                                                   | Jean-Charles Larsonneur * Divers centre                                                | 5 936                     | 15,61                     | 18 127                   | 50,16                    |
|                                                                                                   | Marc Coatenea Ensemble                                                                 | 5 159                     | 13,57                     |                          |                          |
|                                                                                                   | Yvette Poullaouec Rassemblement national                                               | 3 815                     | 10,03                     |                          |                          |
|                                                                                                   | Réza Salami PS diss.                                                                   | 3 782                     | 9,94                      |                          |                          |
|                                                                                                   | Elisabeth Louvel Reconquête                                                            | 1 484                     | 3,90                      |                          |                          |
|                                                                                                   | Mikaël Cabon LREM diss.                                                                | 1 451                     | 3,82                      |                          |                          |
|                                                                                                   | Anne Gélébart Union des démocrates et indépendants                                     | 1 356                     | 3,57                      |                          |                          |
|                                                                                                   | Sandrine Migerel Union démocratique bretonne                                           | 766                       | 2,01                      |                          |                          |
|                                                                                                   | Fortuné Pellicano Parti Radical de Gauche                                              | 510                       | 1,34                      |                          |                          |
|                                                                                                   | Jean-Yves Le Corre Écologistes                                                         | 484                       | 1,27                      |                          |                          |
|                                                                                                   | Alice Vasseur Brest liste citoyenne                                                    | 321                       | 0,84                      |                          |                          |
|                                                                                                   | Gérald Hébert Les Patriotes                                                            | 271                       | 0,71                      |                          |                          |
|                                                                                                   | Sylvia Madec Parti breton                                                              | 211                       | 0,55                      |                          |                          |
|                                                                                                   | Rémy Collard Lutte ouvrière                                                            | 206                       | 0,54                      |                          |                          |
|                                                                                                   | Melvyn Hita Parti ouvrier indépendant démocratique                                     | 143                       | 0,38                      |                          |                          |
| * Député sortant                                                                                  |                                                                                        |                           |                           |                          |                          |

La suppléante de Jean-Charles Larsonneur était Taiseer Khalil, cheffe d'entreprise et enseignante à Brest.
| Candidat                 | Candidat                 | Parti et coalition       | Nuance                   | Premier tour | Premier tour | Second tour | Second tour |
| Candidat                 | Candidat                 | Parti et coalition       | Nuance                   | Voix         | %            | Voix        | %           |
| ------------------------ | ------------------------ | ------------------------ | ------------------------ | ------------ | ------------ | ----------- | ----------- |
|                          | Pierre-Yves Cadalen      | LFI (NFP)                | UG                       | 18 850       | 35,28        | 22 110      | 41,01       |
|                          | Denis Kervella           | RN                       | RN                       | 12 065       | 22,58        | 12 567      | 23,31       |
|                          | Jean-Charles Larsonneur  | AC (LC)                  | DVC                      | 9 874        | 18,48        | 19 239      | 35,68       |
|                          | Tristan Bréhier          | RE (ENS)                 | ENS                      | 9 105        | 17,04        |             |             |
|                          | Françoise Houard         | LR (UDC)                 | LR                       | 1 444        | 2,70         |             |             |
|                          | Geneviève Henry          | ÉaC                      | ECO                      | 1 131        | 2,12         |             |             |
|                          | Alain Rousseau           | REC                      | REC                      | 373          | 0,70         |             |             |
|                          | Remy Collard             | LO                       | EXG                      | 357          | 0,67         |             |             |
|                          | Melvyn Hita              | DNM                      | EXG                      | 172          | 0,32         |             |             |
|                          | Martial Koffi            | SE                       | EXD                      | 55           | 0,10         |             |             |
|                          |                          |                          |                          |              |              |             |             |
| Votes valides            | Votes valides            | Votes valides            | Votes valides            | 53 426       | 97,93        | 53 916      | 97,91       |
| Votes blancs             | Votes blancs             | Votes blancs             | Votes blancs             | 1 075        | 1,97         | 1 105       | 2,01        |
| Votes nuls               | Votes nuls               | Votes nuls               | Votes nuls               | 56           | 0,10         | 45          | 0,08        |
| Total                    | Total                    | Total                    | Total                    | 54 557       | 100          | 55 066      | 100         |
| Abstention               | Abstention               | Abstention               | Abstention               | 23 609       | 30,20        | 23 119      | 29,57       |
| Inscrits / participation | Inscrits / participation | Inscrits / participation | Inscrits / participation | 78 166       | 69,80        | 78 185      | 70,43       |

#### Département du Finistère
- La fiche de l'INSEE de cette circonscription : « Tableaux et Analyses de la deuxième circonscription du Finistère », sur insee.fr, site de l'Institut national de la statistique et des études économiques (consulté le 10 juin 2007) [PDF]

- « Tous les députés du département du Finistère depuis 1789 », sur assemblee-nationale.fr, site de l'Assemblée nationale française (consulté le 10 juin 2007)

- « Informations contentieuses sur le département du Finistère (Élections législatives de 2002) »(Archive.org • Wikiwix • Archive.is • Google • Que faire ?), sur conseil-constitutionnel.fr, site du Conseil constitutionnel (consulté le 13 juin 2007)

#### Circonscriptions en France
- « Carte des circonscriptions législatives en France », sur assemblee-nationale.fr, site de l'Assemblée nationale française (consulté le 10 juin 2007)

- « Résultats électoraux officiels en France »(Archive.org • Wikiwix • Archive.is • Google • Que faire ?), sur interieur.gouv.fr, site du ministère de l'Intérieur (France) (consulté le 13 juin 2007)

- Description et Atlas des circonscriptions électorales de France sur http://www.atlaspol.com, Atlaspol, site de cartographie géopolitique, consulté le 13 juin 2007.